# Ludwig Feuerbach y el fin de la filosofía clásica alemana
Ludwig Feuerbach y el fin de la filosofía clásica alemana (en alemán: Ludwig Feuerbach und der Ausgang der klassischen deutschen Philosophie ) es un libro escrito por Friedrich Engels en 1886 y publicado en 1888. La obra revisa las raíces filosóficas del marxismo y trata críticamente la filosofía alemana (la dialéctica idealista de Hegel y el materialismo metafísico de Ludwig Feuerbach) desde su visión materialista de la historia y la dialéctica.

## Historia de la publicación

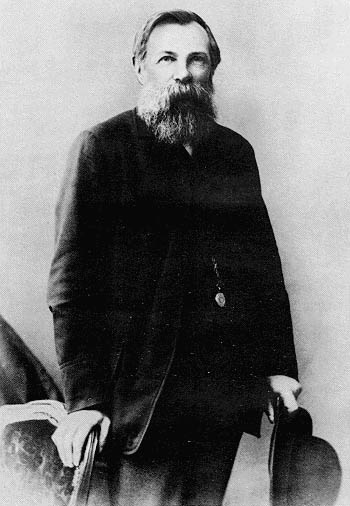
Engels en 1888.

Según el mismo Friedrich Engels, la semilla de este libro tuvo su origen 40 años antes en La ideología alemana ,escrita por Marx y Engels, pero sin haber sido publicado durante sus vidas.  Allí, ajustaban cuentas con el hegelianismo anterior, perfilando su visión materialista de la historia con y contra Hegel y los hegelianos.
El libro, que contiene apenas unas 50 páginas, se escribió a principios de 1886 y se publicó ese mismo año en los números 4 y 5 de la revista "Die Neue Zeit". En 1888 fue publicada en Stuttgart una copia revisada por Johann Heinrich Wilhelm Dietz, que además contenía algunos comentarios adicionales de su autor. En esta edición, las Tesis sobre Feuerbach de Marx de 1845 también fueron publicadas por primera vez.

## Contenido
La obra consta de cuatro capítulos. En el primer capítulo se da una caracterización de la filosofía de Hegel y se pone al descubierto la contradicción entre su método dialéctico y su sistema idealista. En los dos siguientes capítulos se formula el problema fundamental de la filosofía que divide a los filósofos en dos campos: los idealistas y los materialistas. En estos critica el idealismo y el falso materialismo de Feuerbach.
El sistema idealista y conservador de Hegel debe distinguirse de su método materialista y revolucionario de dialéctica. Feuerbach había recurrido a la ley contra el sistema idealista de Hegel y "la cuestión fundamental de la filosofía": la relación entre pensar y ser. Pero Feuerbach rechazó el método dialéctico de Hegel, razón por la cual su visión del hombre y la naturaleza seguía siendo abstracta y no histórica. Karl Marx solamente mantuvo el contenido "racional" del método dialéctico y lo liberó de su forma idealista. 
En el último capítulo se formulan los elementos fundamentales del materialismo histórico y dialéctico.

### Capítulo I
Engels ofrece un resumen del contexto intelectual de la revolución alemana de 1848 y cuanto sucedió en dicho país, el cual dista de la situación francesa de ese mismo año. Mientras los franceses luchaban contra la Iglesia, el Estado y la ciencia oficial, en Alemania los profesores justificaban el orden establecido y el Estado educaba a la juventud; convirtiendo las doctrinas de Hegel como "filosofía oficial del Estado monárquico prusiano", según la cual:

«Todo lo real es racional, y todo lo racional es real»

¿No era esto, palpablemente, la canonización de todo lo existente, la bendición filosófica dada al despotismo, al Estado policíaco, a la justicia de gabinete, a la censura? Así lo creía, en efecto, Federico Guillermo III; así lo creían sus súbditos. Pero, para Hegel, no todo lo que existe, ni mucho menos, es real por el solo hecho de existir. En su doctrina, el atributo de la realidad sólo corresponde a lo que, además de existir, es necesario. 

«la realidad, al desplegarse, se revela como necesidad»;

La realidad no es una propiedad intrínseca a una situación política dada. Lo que una vez fue real, puede perder su razón de ser y sólo le queda resignarse pacíficamente o rebelarse frente a otra realidad que ocupará su puesto (como en la revoluciona francesa de 1789). Luego la tesis cambia a: «todo lo que existe merece perecer».
La metafísica tradicional construye "sistemas" filosóficos como un conjunto de ideas elementales relacionadas entre sí jerárquicamente que suelen acabar en una verdad absoluta que cierra el sistema. Hegel era un idealista objetivo y elaboró su sistema en la que estimaba que el fundamento de todo lo existente es la idea absoluta que se «enajena», es decir, "se transforma en la naturaleza, para recobrar más tarde su ser en el espíritu, o sea en el pensamiento y en la historia". Esta razón universal hecha hombre recobra su ser al pensarse a sí misma (autoconciencia). De aquí, Marx retomará el concepto de «alienación». El sistema de Hegel logró avances en muchos campos (filosofía, historia, religión, estética, etc) mostrando que la razón humana necesita superar todas las contradicciones, pero siempre se llega a una nueva.

Con Hegel termina, en general, la filosofía; de un lado, porque en su sistema se resume del modo más grandioso toda la trayectoria filosófica; y, de otra parte, porque este filósofo nos traza, aunque sea inconscientemente, el camino para salir de este laberinto de los sistemas hacia el conocimiento positivo y real del mundo.

Engels señala que Hegel traiciona su método dialéctico al poner fin a la historia con la implantación política de su sistema en la monarquía de Federico Guillermo III de Prusia, volviéndola rígida y muerta. Llegar a una "verdad absoluta" es imposible de por este camino y lo que se persigue son las verdades "relativas", presentes por ejemplo en las "ciencias positivas".
Tras la muerte de Hegel, surgen dos grupos hegelianos: los partidarios del sistema, que son conservadores, “ortodoxos pietistas" y "reaccionarios feudales”; y los partidarios del método, denominados los "jóvenes hegelianos", de izquierda y burguesía radical. Esto inicia una disputa filosófica, cuyo objetivo era atacar al Estado y a la religión vigente. En medio la discusión entre hegelianos de izquierda (entre ellos David Strauss, Bruno Bauer y Max Stirner), reculan hacia el materialismo anglofrancés y alcanzan una contradicción:

Mientras que para el materialismo lo único real es la naturaleza, en el sistema hegeliano ésta representa tan sólo la «enajenación» de la idea absoluta, algo así como una degradación de la idea; en todo caso, aquí el pensar y su producto discursivo, la idea, son lo primario, y la naturaleza lo derivado, lo que en general sólo por condescendencia de la idea puede existir.

Fue entonces cuando apareció "La esencia del cristianismo" (1841) de Feuerbach. Esta obra pulverizó de golpe la contradicción, restaurando de nuevo en el trono, sin más ambages, el materialismo.

Para Feuerbach, la naturaleza es la base de las ideas sobre la que crecen los hombres y nada fuera de la naturaleza. Feuerbach difería de Hegel al argumentar que el culto a Dios es en sí mismo una forma de alienación, porque la divinidad es una proyección humana de su propia naturaleza sobre una idea externa en lugar de realizarlas como parte de la yo.

[E]stos dos flacos de Feuerbach fueron precisamente los que sirvieron de asidero a aquel «verdadero socialismo» que desde 1844 empezó a extenderse por la Alemania «culta» como una plaga, y que sustituía el conocimiento científico por la frase literaria, la emancipación del proletariado mediante la transformación económica de la producción por la liberación de la humanidad por medio del «amor»; [...] exacerbación amorosa cuyo prototipo era el señor Karl Grün.

Otra cosa que tampoco hay que olvidar es que la escuela hegeliana se había deshecho, pero la filosofía de Hegel no había sido críticamente superada. [...] Había que «suprimirla» en el sentido que ella misma emplea, es decir, destruir críticamente su forma, pero salvando el nuevo contenido logrado por ella. [...]

Mientras tanto, vino la revolución de 1848 y echó a un lado toda la filosofía, con el mismo desembarazo con que Feuerbach había echado a un lado a su Hegel. Y con ello, pasó también a segundo plano el propio Feuerbach.